# Nicolás de Lira

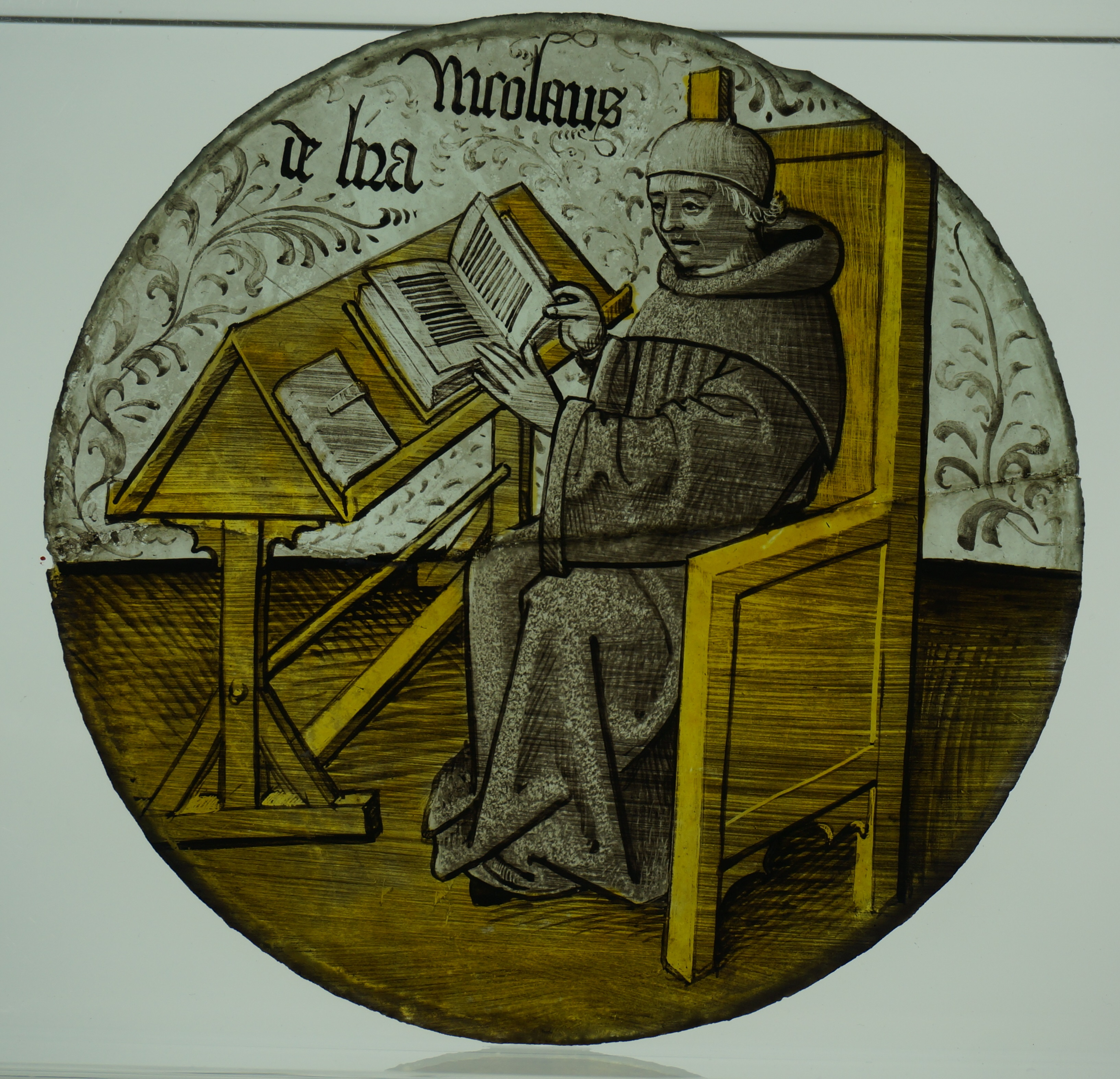
Nicolás de Lira.

Nicolás de Lira o Nicolaus Lyranus (La Vieille-Lyre, circa 1270-París, 23 de octubre de 1349) fue teólogo franciscano y uno de los exégetas cristianos más influyentes de los siglos XIV y XV.

## Vida
Nacido en el seno de una familia judía, Nicolás de Lira recibió el bautismo y se convirtió al cristianismo. En 1291 ingresó en la orden franciscana, en el convento de Verneuil-sur-Avre. 
Enviado a estudiar a París, en 1307 obtuvo el grado de « bachelier formé » y al año siguiente el de maestro de teología, haciéndose ya notar por su saber. En 1309 fue doctor de la Sorbona y diez años después, tras ser nombrado «ministro provincial», se situó a la cabeza de todos los franciscanos de Francia.
Participó de manera activa en el juicio por herejía de la mística beguina y poetisa Margarita Porete, quemada viva en la hoguera en el año 1310.
Tras presidir a los franciscanos de Francia entre 1319 y 1324, fue enviado a  ejercer de ministro provincial de la orden en  Borgoña hasta que, hacia 1330, regresó a París para consagrarse a las tareas de exégesis bíblica, granjeándose gran prestigio.
Fue consultado junto a otros veintiocho teólogos, a petición del rey Felipe el Hermoso, por la controversia de la visión beatífica. 
Falleció el 23 de octubre de 1349 en el Gran Convento de París y fue honrado tras morir con los títulos eclesiásticos de «doctor planus» y «doctor utilis».

## Su obra
Nicolás de Lira se consagró durante cerca de cuarenta años a comentar la Biblia. Escribió además tratados dirigidos a los judíos, censurando en ellos el uso del Nuevo Testamento por la crítica rabínica de la religión cristiana. 
Deplorando el alambicamiento forzado de la hermenéutica de su época, basaba su método explicativo, de acuerdo con lo predicado por las órdenes mendicantes del siglo XIII, en la fidelidad al sentido literal, fundamento para él de toda derivación mística, alegórica o anagógica. La base textual era tan importante para él que no desdeñaba la ciencia filológica y urgía a enmendar y corregir los errores remontándose a los originales hebreos, en lo que constituye un adelanto de la Crítica textual posterior, aunque el franciscano reconocía el valor de la autoridad de la Tradición apostólica de la Iglesia.

No pretendo afirmar ni determinar nada que no haya sido manifiestamente determinado por las Sagradas Escrituras o por la autoridad de la Iglesia... Por ello someto cuanto he dicho o pudiere decir a la corrección por la Santa Madre Iglesia y por todos los hombres instruidos...
Segundo prólogo a las Postillae

Nicolás utilizaba todas las fuentes a su disposición. Dominaba el hebreo a la perfección y se servía copiosamente de Rashi y otros comentarios rabínicos, del Pugio Fidei de Raimundo Martí y, por supuesto, de los comentarios de Santo Tomás.
Fue un autor prolífico. La lista de sus obras impresas elaborada por E. A. Gosselin en 1970 ocupó 27 páginas. Asimismo, son numerosas sus obras jamás publicadas aún a día de hoy. 
Su ópera magna es Postillae perpetuae in universam Sacram Scripturam, vasta recopilación de notas y comentarios escrita entre 1322 y 1331. Fue el primer comentario bíblico en ser imprimido, en Roma en 1471, con cada página del texto bíblico impresa en la parte superior central de la página, enmarcada por el texto exegético (véase la ilustración). Una exposición lúcida y concisa y observaciones sensatas hicieron del Postillae el manual de exégesis más consultado hasta el siglo XVI. Martín Lutero lo usó, aprovechando sus comentarios en gran número en su propia obra sobre el Génesis, de donde procede el dicho latino: Si Lyra non lyrasset, Lutherus non saltasset («Si Lira no hubiese tocado la lira, Lutero no habría bailado»). Se observa en esta obra la influencia del rabino Shlomo Yitzjaki "Rashi", hoy uno de los mayores referentes de la exégesis judía. El texto incluye interesantes reconstrucciones del Templo de Jerusalén, ilustrando el Libro de Ezequiel.

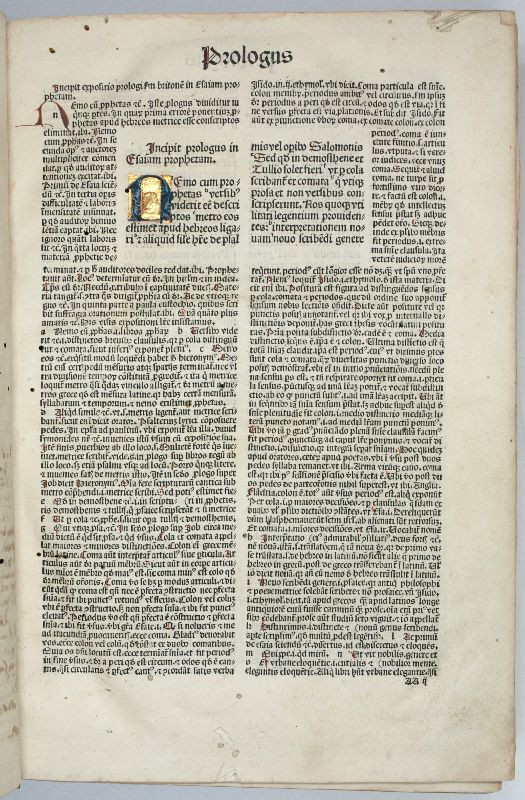
Prólogo
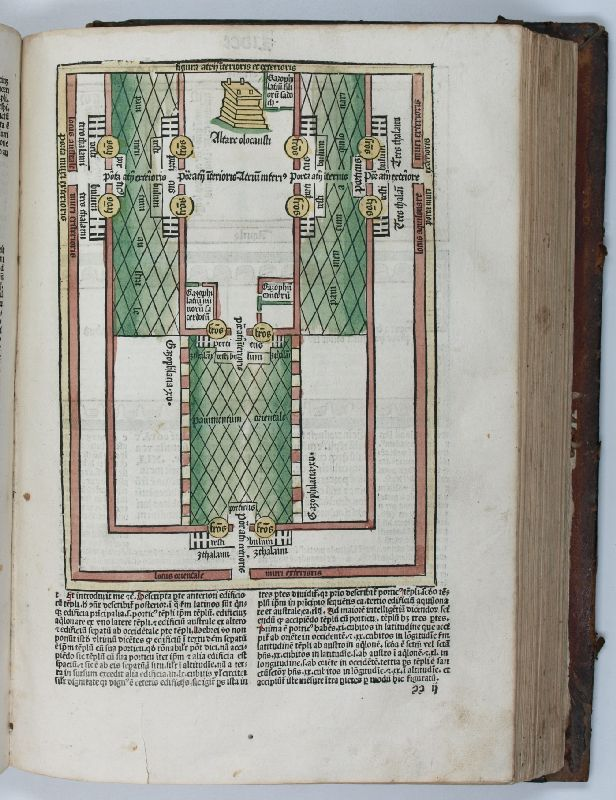
Tabernáculo
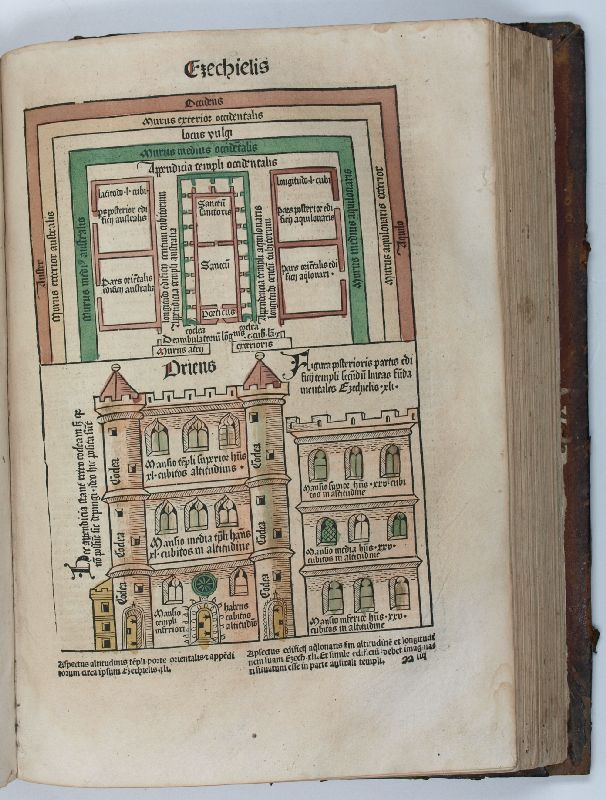
Santuario
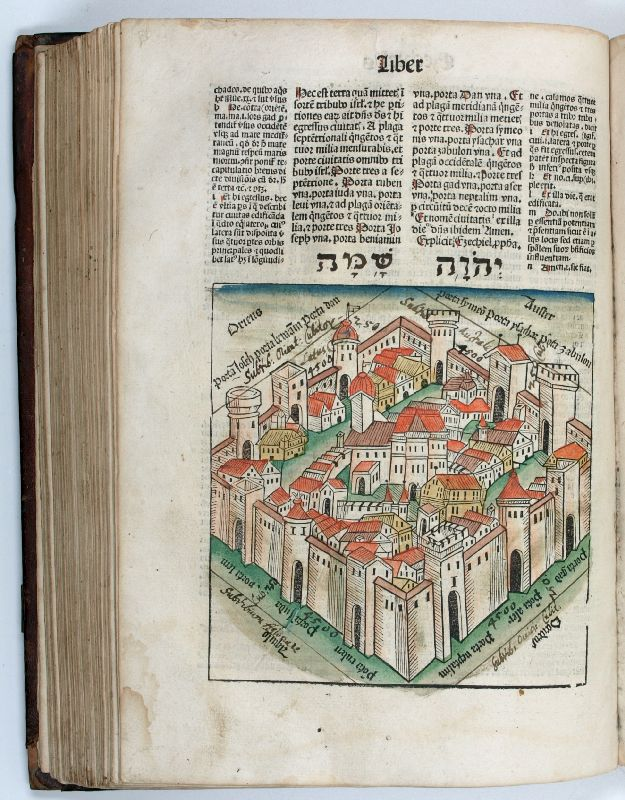
Vista de Jerusalén
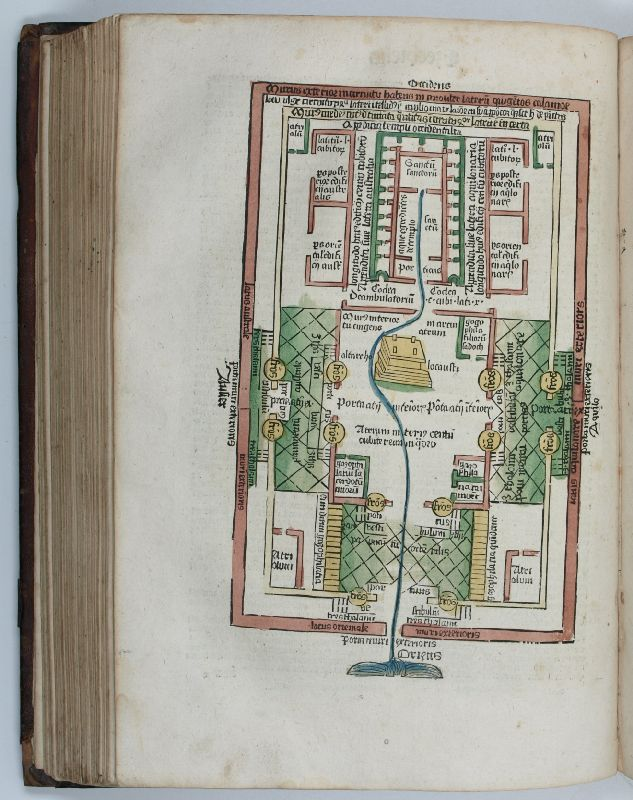
Templo de Ezequiel

Como otros hombres de iglesia del siglo XIV, Nicolás de Lira se dedicó a tratar de convertir a los judíos al cristianismo. Para ellos compuso exhortaciones como Pulcherrimae quaestiones Iudaicam perfidam in catholicam fide improbantes, una de las fuentes usadas por Martín Lutero para su obra Von den Jüden und jren Lügen («Sobre los judíos y sus mentiras»).

## Obras
- Postillae perpetuae sive brevia commentaria in universa Biblia, su obra principal
- Librum differentiarum Novi et Veteris Testamenti cum explicatione nominum hebraeorum
- Libellum contra quemdam judaeum impugnantem Christi divinitatem, eiusque doctrinam ex verbis Evangelii secundum Mathaeum
- Expositionem praeceptorum Decalogi
- De corpore Christi librum unum
- Tractatum de ídoneo ministrante et suscipiente Sanctissimum Sacramentum altaris
- Tractatum alterum de visione divinae essentiae ab animabus sanctis a corpore separatis
- Tractatus tres vel quatuor de diversis materiis contra judaeos
- Commentarios in quatuor libros Sententiarum
- Quodlibeta Theologica
- Postillas super Epistolas et Evangelia quadragesimalia
- Sermones de Sanctis
- Sermones de Tempore
- De Messia Ejusque Adventu Præterito